# Slag bij San Jacinto
De Slag bij San Jacinto was een veldslag tussen Mexico en de Texaanse rebellen, die werd uitgevochten op 21 april 1836. Deze slag wordt beschouwd als het keerpunt in de Texaanse Onafhankelijkheidsoorlog. Het slagveld was de vlakte van San Jacinto.
De slag vond iets meer dan een maand na de Slag om de Alamo plaats. Verwijzend naar recent verloren slagen joeg de Texaanse commandant Sam Houston zijn manschappen onder de strijdkreten "Remember the Alamo!" en "Remember Goliad!" op naar de overwinning. Er vielen 630 doden aan Mexicaanse en 9 aan Texaanse zijde. Het Mexicaanse leger, onder leiding van generaal de Santa Anna werd omsingeld door de Texanen. Santa Anna werd daarbij volgens Houston onder compromitterende omstandigheden met Emily D. West, "The Yellow Rose of Texas" gevangengenomen.
In ruil voor zijn vrijlating trok Santa Anna zijn troepen terug tot voorbij de Rio Grande en werd de Republiek Texas de facto onafhankelijk. De Mexicaanse regering weigerde echter de onafhankelijkheid van de Republiek Texas te erkennen.
Gonzalez · Concepcion · Grass Fight · Bexar · San Patricio · Dulce · Alamo ·  Refugio · Coleto · San Jacinto